# Dé (moulin sur pivot)
Pour les articles homonymes, voir Dé (homonymie).

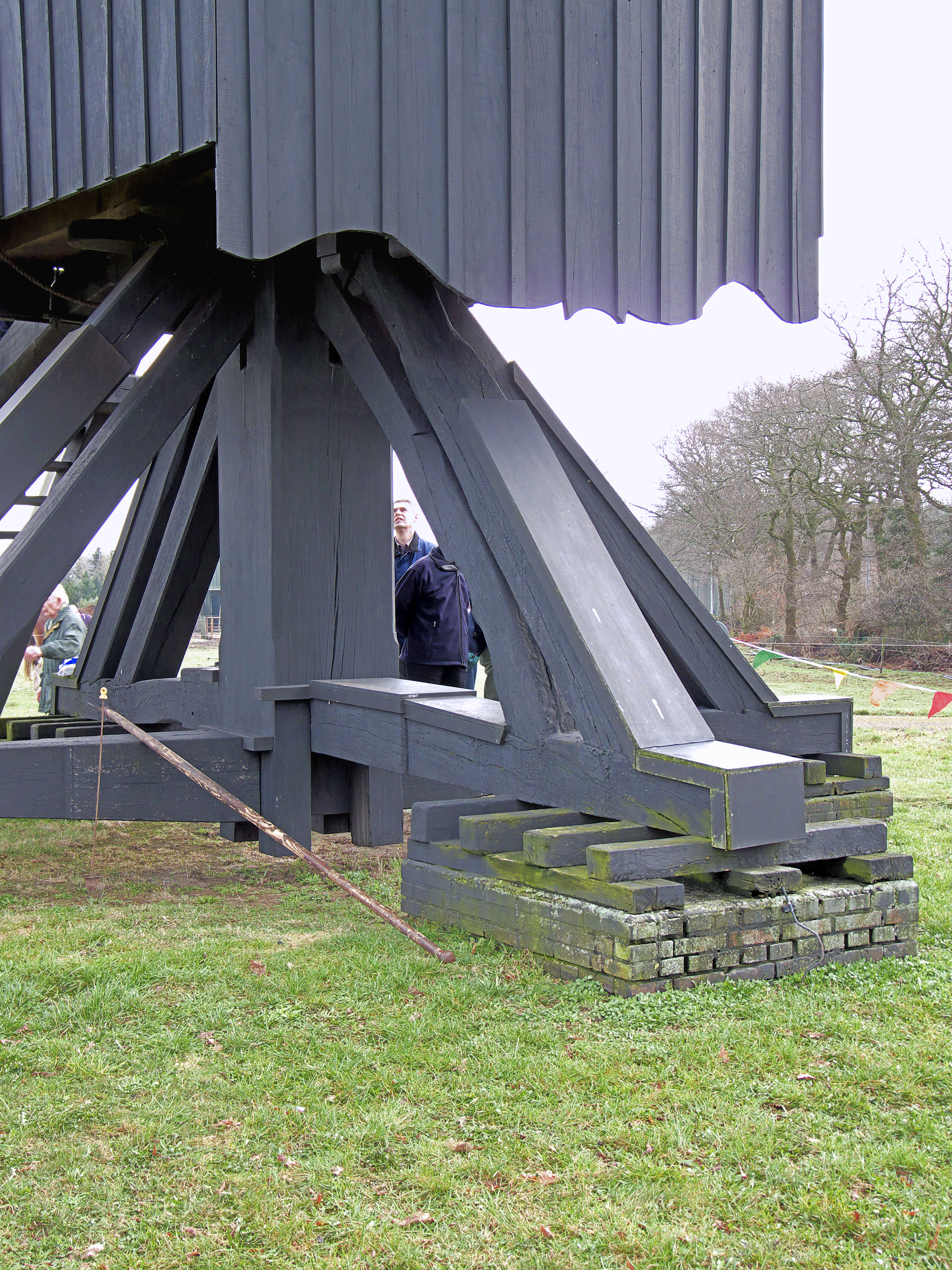
Dés, soles, pivot et liens d'un moulin sur pivot,.

Les dés (en néerlandais teerlingen ou stiepen) sont les quatre piles de fondation carrées ou rectangulaires en brique d'un moulin sur pivot. Aux Pays-Bas, ceux-ci sont généralement disposés dans les quatre directions du vent.
Parmi ces dés, deux sont généralement plus hauts que les autres, car les soles reposant sur elles sont croisées, se chevauchent, et donc forment une différence de hauteur. Les dés de haut (en néerlandais hoogteerlingen) sont souvent nord-sud. 
Les soles croisées ne reposent pas directement sur les dés, mais sur des blocs appelés zonneblokken en néerlandais. Ce sont des morceaux de bois qui doivent stopper les remontées d'humidité depuis les dés. 
Aux Pays-Bas et en Belgique, les moulins sur pivot reposent toujours sur des dés. Dans d'autres régions, comme l'Europe centrale, le piédestal ou socle d'un moulin sur pivot repose souvent sur le sol et il est possible que ce soit une évolution de moulins plus petits où le pivot était planté dans le sol.